# Jan Klink
Johannes Jacobus (Jan) Klink (Wittewierum, 18 februari 1985) is een Nederlandse voormalige politicus namens de VVD.

## Jeugd en carrière
Klink werd geboren in het Groningse dorpje Wittewierum en verhuisde in 1998 naar Boven Pekela in diezelfde provincie. Zijn ouders hadden daar een melkveehouderij. Toen Klink vijftien was verongelukte zijn vader op het bedrijf en zette zijn moeder het bedrijf samen met hem en zijn twee jongere broers voort in een maatschap. Ze namen een bedrijfsleider aan voor het dagelijkse werk. Klink studeerde tussen 2003 en 2010 bedrijfs- en consumentenwetenschappen (BSc) en management en economie (MSc) aan de Wageningen Universiteit. Tijdens zijn studie was hij ook beleidsadviseur van toenmalig Tweede Kamerlid Janneke Snijder-Hazelhoff, die zich met landbouw bezighield.
Na te zijn afgestudeerd werd Klink financieel economische beleidsmedewerker op het ministerie van Economische Zaken, Landbouw en Innovatie. Hij werd in 2011 gepromoveerd tot senior-beleidsmedewerker van het directoraat-generaal voor Agro & Natuur en vervulde bij de directie Algemene Economische Politiek diezelfde functie vanaf 2016. Hij bleef op het ministerie werken tot zijn benoeming tot wethouder in 2018. Klinks familie verkocht hun melkveehouderij met 100 hectare aan land en 230 koeien in 2015, nadat ook de bedrijfsleider was overleden.

## Politiek

### Wijdemeren
Klink was de tweede kandidaat van de VVD in Wijdemeren bij de gemeenteraadsverkiezingen van 2018, nadat hij vijf maanden lang de VVD-fractie in de raad had ondersteund. Hij werd verkozen en werd op 18 maart beëdigd tot raadslid. Klink verliet de raad op 9 mei om wethouder van financiën, economische zaken, onderwijs en de Omgevingswet te worden in het nieuwe college van B en W van Wijdemeren.
De Lokale Partij diende aan het einde van het jaar een motie van treurnis tegen Klink in, die werd gesteund door de andere oppositiepartij. Hij zou onvolledige en deels onjuiste informatie hebben gegeven aan de gemeenteraad, toen hij had gezegd niet te weten hoeveel de opheffing van een gemeentelijke samenwerking zou kosten. Klink vertelde dat hij die kosten pas vier dagen daarna te weten was gekomen. Toen in 2020 de coronapandemie uitbrak, kondigde hij aan dat bedrijven hun betalingen van belastingen en andere kosten aan de gemeente uit zouden kunnen stellen.

### Tweede Kamer
Klink stond op plaats 35 op de kandidatenlijst van de VVD bij de Tweede Kamerverkiezingen 2021. Hij ontving 1092 voorkeurstemmen en zijn partij kreeg 34 zetels, waardoor hij niet werd verkozen. Klink vertrok kort daarna als wethouder, omdat op basis van voorlopige resultaten was voorspeld dat hij wel een zetel zou krijgen. Op 2 juni 2021 werd hij geïnstalleerd als lid van de Tweede Kamer in een tijdelijke vacature t/m 21 september 2021 die ontstond toen Bas van 't Wout met ziekteverlof ging. Zijn tijdelijke lidmaatschap werd op 7 september omgezet in een vast lidmaatschap door een vacature veroorzaakt door het aftreden van Dilan Yeşilgöz. Klink werd woordvoerder internationale handel en ontwikkelingssamenwerking en werd lid van de vaste commissies voor Binnenlandse Zaken (vice-voorzitter), voor Buitenlandse Handel en Ontwikkelingssamenwerking en voor Europese Zaken, alsook van het Benelux-parlement.
Bij de gemeenteraadsverkiezingen van 2022 stonden Klink en zijn vrouw respectievelijk op de elfde en tiende plaats op de kandidatenlijst van de VVD in Wijdemeren. Op 5 december 2023 nam hij afscheid van de Tweede Kamer.

## Privéleven
Klink heeft een vrouw, twee dochters en twee zoons. Samen met zijn vrouw heeft hij een bed and breakfast.
- Parlement.com: vlebfho858gm